# Пхеньянский цирк
Пхеньянский цирк — стационарный цирк в городе Пхеньян, КНДР.

## История
Пхеньянский цирк был создан в 1952—1953 годы. Первое здание цирка (с диаметром купола 65,2 м, манежем диаметром 14 м и зрительным залом на 1800 мест) было построено после окончания Корейской войны, в соответствии с утверждённым в 1953 году генеральным планом реконструкции и восстановления города. Оно стало одним из достопримечательностей столицы, восстановленной после американских бомбардировок
В числе известных актёров первых двадцати пяти лет работы цирка — акробаты-эксцентрики Ким Ю Сик и Хон Ген Хван, эквилибристка на наклонной проволоке заслуженная артистка КНДР Хим Сен Бок, силовые акробаты — Гван Ду и заслуженный артист КНДР Ли Ги Бом, канатоходец на амортизирующем канате Ли Ы Сок.
В 1989 году было построено новое здание цирка, в котором цирк даёт представления с мая 1989 года.

## Описание
Общая площадь нового здания цирка (с залом на 3500 мест) составляет 54 тыс. кв. м, сцена обеспечивает возможность проведение групповых номеров, выступлений с дрессированными животными и выступлений на льду.
В цирке имеются гримёрная, тренировочные залы разных размеров, а также другие служебные помещения.